# Motus
Motus è una compagnia teatrale italiana fondata nel 1991 da Enrico Casagrande e Daniela Francesconi Nicolò.

## Storia della compagnia

### 1991-1994: fondazione e primi anni
Il gruppo nasce a Rimini nel 1991, dall'iniziativa di Enrico Casagrande e Daniela Francesconi Nicolò, entrambi studenti all'Università di Urbino, che si erano incontrati all'interno del gruppo teatrale universitario Atarassia. La compagnia inizialmente prese il nome di Opere dell'ingegno, che nel 1992 cambia in Motus.
Fin dal loro primo spettacolo, Stati d'assedio, ispirato a Lo stato d'assedio di Albert Camus, coinvolgono musicisti, disegnatori e scultori, prefigurando una poetica rivolta a contaminare l'esperienza teatrale oltrepassando i confini fra i generi.
Nel 1993, dopo un viaggio dei due fondatori in Marocco, i Motus iniziano una collaborazione con varie realtà marocchine avviando così nuove iniziative di studio e scambio con la cultura islamica, che sfociano nel progetto Maghreb e Senegal, fra letteratura ed oralità. I teatri della differenza per il DAMS di Bologna in collaborazione con Teatro delle Albe.

### 1995-1999: DaOcchio BelvaaO.F ovvero Orlando Furioso.
Nel 1995 è la volta di L'occhio belva. Lo spettacolo, dedicato a Samuel Beckett, debutta all'Interzona di Verona e viene accolto molto favorevolmente da critica e pubblico. Si tratta di uno spettacolo itinerante che occupa enormi spazi in disuso coinvolgendo numerosi artisti. Anche grazie a questo spettacolo, con la denominazione di "sistemi Rudimentali", i Motus realizzano una serie di installazioni utilizzando film Super 8 e nastri magnetici.
Nel 1996 viene presentato Catrame al Teatro Petrella di Longiano. Lo spettacolo, ispirato a La mostra delle atrocità e a Crash di James Graham Ballard viene rappresentato nei due anni successivi con numerosissime date in Teatri, Festival e centri sociali dando una notevole visibilità alla compagnia sia visibilità a livello nazionale che internazionale.
Nel 1998, O.F. ovvero Orlando Furioso impunemente eseguito da Motus che vede la regia di Enrico Casagrande, Daniela Nicolò e David Zamagni, debutta alla Rotonda della Besana per il Festival Teatri 90 di Milano. Il video dello spettacolo vince il Premio di Produzione del TTV Performing Arts on screen di Riccione del '99. Lo spettacolo ha inoltre un'importante tournée in Italia e nell'Est Europa.
Nel 1999 Motus viene premiato con il Premio UBU Speciale con la motivazione: "per la coerenza testarda e creativa di una ricerca visionaria nel ridisegnare spazi e filtrare miti". Sempre nello stesso anno il gruppo riceve dalla rivista Lo Straniero diretta da Goffredo Fofi il Premio Giovani Talenti per aver "messo in scena Orlando furioso che, secondo un'estetica visivo-sonora brillante, memore delle origini romagnole (da Fellini a Casadei) ma anche partecipe di un immaginario postmoderno che va dal fumetto alla fotografia alla pittura alla moda, ha affrontato una lettura ironica della 'crisi del maschio' particolarmente segnata da Deleuze e altri analisti della nostra bizzarra e stravolta contemporaneità".

### 2000-2006: dal progettoROOMSaFASSBINDER
In seguito, gli spettacoli di Motus si ispireranno a figure come Rainer Maria Rilke, Jean Cocteau, Jean Genet, Pier Paolo Pasolini, Rainer Werner Fassbinder.
L'inizio del nuovo millennio è segnato da ROOMS, progetto aperto, basato su un’ottica di spostamento e continua trasformazione, su una formula produttiva “nomade”, volta a superare le consuete modalità della produzione teatrale, mirando a fare dello stesso processo di ricerca e composizione scenica un momento espositivo e di confronto. Si tratta di un progetto che si costruisce sul tema della stanza d’albergo come metafora del vuoto. La stanza intesa come luogo chiuso è l’idea che sta alla base del lavoro: spazio estremamente connotato e caratterizzato. Nella prima fase del lavoro è stata costruita, grazie al progetto dell’architetto Fabio Ferrini, una piccola stanza facilmente assemblabile e trasportabile, delle dimensioni di sei metri per quattro e di due metri e mezzo di altezza. Un lato rimane aperto, come una parete squarciata, come uno schermo per permettere la visione dello spettatore. Questo primo prototipo è stato utilizzato per essere abitato da diversi attori/ospiti come una palestra dove verificare la propria presenza scenica, la potenza di testi e dialoghi, l’intreccio tra le differenti storie/scene. I compagni di viaggio scelti per questa esperienza sono Le ore di Michael Cunningham; Le regole dell’attrazione e Glamorama di Bret Easton Ellis; The Body Artist, White noise, Underworld, Great John Street di Don DeLillo; Splendid’s di Jean Genet; Camere separate di Pier Vittorio Tondelli; Leviatan di Paul Auster e vari frammenti delle ultime opere di Harold Pinter e Sarah Kane. Rooms come microcosmo, come spazio asettico dove si combatte l’intimo delirio dell’uomo. Il progetto Rooms prevede i seguenti spettacoli, performance ed installazioni: Vacancy Room, Twin Rooms, Splendid’s, Il tempo sembra passare… il mondo accade (performance), White Noise (installazione), Splendid’s – il film, Room] (installazione). 
Il 2003 e il 2004 sono dedicati al progetto PASOLINI, un viaggio da Teorema a Petrolio. Il tema della crisi e della “banalità del male” nel quotidiano, dentro il “nuovo totalitarismo consumistico”, è stato fulcro di tutto il progetto Rooms, dove nelle analisi della borghesia attuate in chiave cinico-ironica da DeLillo, (e in altra forma da Genet), l’elemento traumatico era il compiere un atto estremo, come l’omicidio, o la devianza, per “guadagnare credito vitale”, per superare la paura della morte… In Pasolini la prospettiva si rovescia: è l’avvento di un fatto scandaloso esterno, quale l’irruzione dell’ospite, o una visitazione angelica, come in Petrolio, a provocare lo svelamento, la frattura, l’umiliazione. Motus sceglie di dare risonanza alla voce di Pasolini, di ospitare le sue grida d’allarme, amplificandole. Del progetto PASOLINI fanno parte gli spettacoli Come un cane senza padrone (2003) e L'Ospite (2004).
Il 2005 e il 2006 vedono la nascita di ulteriore nuovo progetto FASSBINDER, questa volta dedicato a Rainer Werner Fassbinder. Questo nuovo percorso isola due anime dell'opera dell'autore, una più politica legata al tema del potere e dell’intolleranza, l’altra più melodrammatica e ricercata, che affonda le radici nell’immaginario del suo maestro Douglas Sirk. Di riflesso ne deriviamo due forme teatrali – una Aperta e una Chiusa – dai diversi riferimenti testuali, anche se sottilmente interconnesse. Il progetto Aperto - di cui è espressione lo spettacolo Piccoli Episodi di Fascismo Quotidiano, indagini su Pre-paradise sorry now (2005) - è sviluppato per episodi/eventi unici, liberamente ispirato all’anomalo testo teatrale-cinematografico Pre-paradise Sorry Now (1969). Quello Chiuso è invece legato alla messa in scena di Rumore Rosa (2006), uno spettacolo al femminile, che trae ispirazione da Le lacrime amare di Petra Von Kant per andare altrove, oltre le parole del testo, e giungere a una partitura sonora fatta di evocazioni acustiche di altre figure femminili, dalla indifesa Marta sino alla disperata Elvira di Un anno con tredici lune. Lo spettacolo è interpretato da tre attrici Emanuela Villagrossi, Nicoletta Fabbri e Silvia Calderoni.

### 2007-2014: daIcs (X)aKing Arthurpassando perSyrma Antigónes
Nel 2007 e 2008 Motus ha dato avvio a una specifica ricognizione documentaria sull’adolescenza: il progetto nomade Ics (X) Racconti crudeli della giovinezza da cui sono scaturiti quattro spettacoli, un film e svariati eventi installativi. Il nuovo viaggio intrapreso indaga i terreni del consumo dei corpi, il passaggio dall’adolescenza all’età adulta e i mutamenti che questo comporta nell’individuo e nel suo rapporto con gli oggetti e con il mondo. L’indagine sulla X – lettera negata o ultima lettera dell’alfabeto latino, che si usa per annullare, sottendere un vuoto, oppure svelare, che indica anche ciò che dai ricordi è stato cancellato, per paura, censura o divieto morale – è ricerca su una generazione che decora di teschi tutto il suo campionario d’abbigliamento, avanzando verso il sogno sempre più ritualizzato e mediatico dell’allontanamento della morte, del rifiuto della vecchiaia, di un corpo imperfetto. L’assenza di tolleranza per il diverso, anche per il “proprio corpo diverso”  è ancora inscrivibile nel percorso di ricerca sul fascismo quotidiano intrapreso negli ultimi spettacoli dedicati a Fassbinder, ma il viaggio dentro la X accoglie in più la caustica interrogazione del libro di James G. Ballard Regno a venire: “può il consumismo tramutarsi in fascismo?”. Il nucleo concettuale del progetto viene continuamente spostato e rielaborato, a seconda dei diversi linguaggi e delle possibili declinazioni relative ai contesti e agli incontri in corso d’opera, assumendo di volta in volta vari formati espressivi. Del progetto fanno parte i quattro movimenti X.01 movimento primo - bassa Romagna, X.02 movimento secondo – Valence, X.03 movimento terzo - Hallee e X.04 movimento quarto - Napoli; la video-installazione RUN, la performance CRAC e il medio metraggio Ics_Note per un film tratto da X.01. 
Nel 2009 Motus avvia il progetto Syrma Antigónes, che si sviluppa in relazione di continuità rispetto alla precedente produzione Ics (X) Racconti crudeli della giovinezza (2007 - 2008) con l'intento di condurre un'analisi del rapporto/conflitto fra generazioni assumendo la figura tragica di Antigone come archetipo di lotta e resistenza. Dal progetto sono nati dei contest, ovvero confronti/scontri fra due soli attori: Let The sunshine In, Too Late e Iovadovia]. Il percorso è stato portato a compimento dal debutto dello spettacolo Alexis. Una tragedia greca, nell'ottobre 2010 al Festival Vie di Modena; Alexis. Una tragedia greca è premiato come miglior spettacolo straniero per la stagione 2011-2012 dall'Associazione dei Critici del Teatro del Québéc (AQCT).
Nel 2010 Enrico Casagrande è direttore artistico della 40ª edizione del Santarcangelo dei Teatri - Festival Internazionale del Teatro in Piazza, nell'ambito di un progetto triennale che prevede l'avvicendamento alla direzione, con altre due importanti figure artistiche, Chiara Guidi della Socìetas Raffaello Sanzio (2009) e Ermanna Montanari del Teatro delle Albe (2011).
Nella primavera 2011 Motus inaugura un nuovo percorso di ricerca intitolato 2011>2068 AnimalePolitico Project per intercettare inquietudini, slanci, immagini e proiezioni sul “Domani che fa tutti tremare”, esplorando un ricco e intricato panorama di scrittori, filosofi, artisti, fumettisti e architetti rivoluzionari che hanno immaginato (e provano ancora a immaginare) il Futuro Prossimo Venturo. Il primo Atto Pubblico, intitolato The plot is the revolution, emozionante incontro scenico fra “due Antigoni”, Silvia Calderoni e un mito del teatro contemporaneo: Judith Malina, la fondatrice del Living Theatre. Judith Malina è stata la prima ospite di un percorso di ricerca e approfondimento che si è articolato in azioni performative e laboratori-residenze che hanno portato alla creazione della performance When (2012).
Per quasi due anni Motus ha navigato attraverso ferite e conflitti di oggi e visioni del futuro, tra utopie e distopie, un po' alla deriva tra le epoche, leggendo A. Huxley, D. De Lillo, J.G. Ballard, P. K. Dick, J. London, H.D. Thoreau; la ricerca nel territorio della science fiction ha portato Motus a riscoprire La Tempesta di William Shakespeare e da lì alla rilettura poetica in chiave post-coloniale Une Têmpete pubblicata nel 1968 da Césaire Aimé. Nella Tempesta ha debuttato al Festival TransAmériques di Montréal (Canada) nel maggio 2013. Temporaneo approdo performativo del progetto AnimalePolitico è Caliban Cannibal, con Silvia Calderoni e Mohamed Ali Ltaief (Dalì), filosofo e attivista tunisino, che ha debuttato a Santarcangelo 14, dove viene realizzato anche il primo allestimento di Call me x - Derive e approdi temporanei, una mostra fotografica e videoinstallazione che offre uno squarcio sul processo di creazione di Nella Tempesta.
Nel 2014 Motus si confronta inoltre per la prima volta con l'opera, lavorando sulla semi-opera barocca King Arthur] (testo di John Dryden, musica di Henry Purcell).

### 2015-oggi: daMDLSXaTutto Brucia
Nel 2015 debutta al Festival di Santarcangelo MDLSX, da subito in tour internazionale e vincitore di numerosi riconoscimenti. Lo spettacolo è un ordigno sonoro, inno lisergico e solitario alla libertà di divenire, al gender b(l)ending, all’essere altro dai confini del corpo, dal colore della pelle, dalla nazionalità imposta, dalla territorialità forzata, dall’appartenenza a una Patria.
Nel 2016, i 25 anni di Motus vengono celebrati dal progetto monografico HELLO STRANGER del Comune di Bologna, un percorso trimestrale di programmazione, inaugurato dalla produzione Raffiche e depositato nel libro Hello Stranger curato dai due artisti. Nel 2017 Motus lavora a due nuove produzioni, ÜBER RAFFICHE, una nude (expanded version) di Raffiche, e PANORAMA, in coproduzione col teatro La MaMa di New York che ha debuttato a gennaio 2018 e di cui si segnalano le nomination come miglior Regia ai Premi Ubu 2019 e come Outstanding Innovative Design e Outstanding Performance Art Production all’Innovative Theatre Award di New York. Nel 2018 la performance Chroma Keys, continua l’indagine sul rapporto tra teatro e cinema, ambito caro alla compagnia. Il 2019 ha visto il debutto di RIP IT UP AND START AGAIN, spettacolo di diploma del gruppo dei 15 allievi attori de La Manufacture, che i registi hanno seguito sin dal primo anno di corso.
Nello stesso anno, la compagnia è invitata a ricoprire la Direzione Artistica del Santarcangelo Festival 2020 in un cinquantenario - dal titolo Futuro Fantastico - che, a causa della crisi pandemica, viene articolato in tre movimenti: il primo nell’estate del 2020, il secondo – digitale – nell’autunno/inverno dello stesso anno e il terzo e ultimo movimento, nell’estate del 2021. Sempre nel 2020 i registi iniziano a lavorare al nuovo progetto Tutto Brucia, che debutta il 9 settembre 2021 al Teatro India di Roma, in collaborazione con Short Theatre, riscontrando un immediato successo di critica e pubblico. Tutto Brucia, prendendo spunto da Le Troiane di Euripide, indaga la condizione di “fine” presente nella tragedia legata a doppio filo alla condizione del tempo presente segnato dalla pandemia e dal lutto. Nel 2021 prende avvio anche un altro progetto, You Were Nothing but Wind, costola di Tutto Brucia, in cui il focus viene spostato sulla figura di Ecuba - Silvia Calderoni - “cagna nera con gli occhi di fuoco”, entrando negli scenari post umani di “un mondo a venire”.
Nel 2021 Motus vince il prestigioso Premio della Critica 2021 dell’Associazione Nazionale dei Critici di Teatro.

## Teatro
- 1991 - Stati d'Assedio ispirato a Lo stato d'assedio di Albert Camus.
- 1992 - Strada principale e strade secondarie ispirato a Paul Klee e Samuel Beckett.
- 1992 - Ripartire da lì ispirato a Testi per nulla di Samuel Beckett.
- 1992 - Sistemi rudimentali (performance/videoinstallazione).
- 1993 - Aid. Zona ad alta tensione ispirato a testi di Tahar Ben Jelloun ed Assia Djebar.
- 1993 - Kataba performance ispirata a Fantasia di Abdel Wahab Meddeb.
- 1993 - Cassandra. Interrogazioni sulla necessità dello sguardo ispirato a Cassandra di Christa Wolf.
- 1994 - In-giuria. Accadimento I.
- 1994 - Never see, never find, no end no matter. Accadimento II.
- 1994 - Onda d'urto. Accadimento III.
- 1994 - Strade secondarie.
- 1994 - L'occhio belva ispirato alle ultime produzioni letterarie di Samuel Beckett.
- 1995 - Atti (installazione super 8).
- 1995 - Crash (Installazione/performance dedicata a James G.Ballard.)
- 1995 - Maremmosso performance di Daniela Nicolò per voce e computer LC630. Tredozio, "Giardini", 16 agosto 1995
- 1996 - Catrame ispirato alla Mostra delle atrocità di James G. Ballard.
- 1996 - Radio Trance Allestimento scenografico e cura delle luci per il concerto/rave di Mau Mau, Omega Tribe e Gnawa.
- 1997 - Expeau Performance per il Centro Sociale Occupato Conchetta.
- 1997 - Blur (installazione/performance a cura di Motus per le Lavanderie Automatiche Onda Blu).
- 1998 - O.F. ovvero Orlando Furioso impunemente eseguito da Motus
- 1998 - Merry go Round (Performance ispirata ad Orlando Furioso)
- 1998 - Overhead Orpheus spettacolo conclusivo del workshop ispirato ai Sonetti ad Orfeo di Rainer Maria Rilke.
- 1998 - Aureole (Performance.)
- 1999 - étrange (être-ange) (Performance/installazione ispirata alle Elegie Duinesi di Rainer Maria Rilke.)
- 1999 - Êtrangeté. Lo sguardo azzurro (evento speciale per il Festival di Santarcangelo).
- 1999 - L'occhio belva – remake
- 2000 - Orpheus Glance
- 2000 - Good Morning
- 2000 - Visio Gloriosa Ispirato a Le parole dell'estasi di Maria Maddalena de Pazzi.
- 2001 - Room 393, we'll slide down the surface of things
- 2001 - Vacancy Room
- 2002 - Twin Rooms
- 2002 - Splendid's ispirato all'omonimo testo teatrale di Jean Genet
- 2003 - Come un cane senza padrone (Appunti per "L'ospite" ideato nell'ambito del progetto dedicato a Pier Paolo Pasolini).
- 2003 - L' ospite Tratto dal romanzo Teorema di Pier Paolo Pasolini.
- 2004 - Mamma mia! (Performance/reading tratta dal romanzo Petrolio di Pier Paolo Pasolini).
- 2005 - Piccoli Episodi di Fascismo Quotidiano, indagini su Pre-paradise sorry now di Rainer Werner Fassbinder
- 2005 - Dammit! (performance liberamente ispirata a Toby Dammit di Federico Fellini.
- 2006 - A place. [that again] (Performance dedicata a Samuel Beckett).
- 2006 - Rumore Rosa
- 2007 - Junkspace –performance
- 2007 - (ics) – Racconti crudeli della giovinezza [X.01 movimento primo]
- 2007 - X (ics) Racconti crudeli della giovinezza [X.02 movimento secondo - Valence]
- 2008 - Crac
- 2008 - X(ics) Racconti crudeli della giovinezza [X.03 movimento terzo- Halle-Neustadt]
- 2008 - X(ics) Racconti crudeli della giovinezza [X.04 movimento quarto- Napoli]
- 2008 - Di quelle vaghe ombre_ prime indagini sulla ribellione di Antigone.
- 2009 - Let the Sunshine In (antigone) contest #1
- 2009 - Too Late!(antigone) contest #2
- 2010 - IOVADOVIA (antigone) contest #3
- 2010 - Alexis. Una tragedia greca
- 2011 - The Plot is the Revolution
- 2012 - When
- 2012 - W.3 Atti Pubblici: Where (Atto-assemblea), When (Atto-solitario), Who (Atto-corale)
- 2013 - Nella Tempesta
- 2013 - Caliban Cannibal
- 2014 - LIWYĀTĀN
- 2014 - King Arthur
- 2015 - MDLSX
- 2016 - Raffiche
- 2017 - ÜBER RAFFICHE
- 2018 - Panorama
- 2018 - Chroma Keys
- 2019 - RIP IT UP AND START AGAIN
- 2021 - Tutto Brucia
- 2021 - You Were Nothing but Wind

## Videografia
- 1994 - Sulla necessità dello sguardo ispirato allo spettacolo Cassandra. Regia: Enrico Casagrande, Daniela Nicolò
- 1995 - L'occhio Belva ispirato all'omonimo spettacolo teatrale. Regia e montaggio: Enrico Casagrande presso Tecniche Blu di Cesena
- 1997 - Catrame ispirato all'omonimo spettacolo teatrale. Regia, riprese e montaggio: Benedetto Lanfranco
- 1999 - Orlando Furioso ispirato all'omonimo spettacolo teatrale. Regia: Enrico Casagrande, Daniela Nicolò, David Zamagni
- 2000 - White Noise videoinstallazione per tre video-proiettori. Regia e montaggio audio/visivo: Enrico Casagrande
- 2004 - Splendid's film ispirato all'omonimo spettacolo teatrale e prodotto nell'ambito del progetto Rooms
- 2004 - Room videoinstallazione tratta dallo spettacolo teatrale Twin Rooms. Regia: Enrico Casagrande, Daniela Nicolò
- 2004 - MotusRemix video catalogo interattivo 1995-2004. A cura di Enrico Casagrande e Daniela Nicolò
- 2004 - Schema di viaggio installazione per tre schermi prodotta nell'ambito del progetto teatrale dedicato a Pier Paolo Pasolini. ideazione e Regia: Enrico Casagrande, Daniela Nicolò
- 2005-07 - Piccoli episodi di fascismo quotidiano video-installazione. Ideazione e realizzazione: Enrico Casagrande e Daniela Nicolò
- 2006 - A place [that again] Performance dedicata a Samuel Beckett. Ideazione e regia: Daniela Nicolò e Enrico Casagrande
- 2006 - RUN video-installazione per due schermi prodotta nell'ambito del progetto X(ics) Racconti crudeli della giovinezza. Ideazione: Enrico Casagrande e Daniela Nicolò
- 2008 - X(ics) _ Note per un film video tratto dallo spettacolo X (ics) - Racconti crudeli della giovinezza [X.01 movimento primo]. Ideazione e regia: Enrico Casagrande e Daniela Nicolò

## Pubblicazioni
- Enrico Casagrande e Daniela Nicolò (a cura di), Crash into me. Orpheus Glance, Torino, Infinito Ltd Edizioni, 2000.
- Xing (a cura di), Italian Landscape/Paesaggi Italiani, Luca Sossella editore, 2002.
- Teatro e "metafiction" di Daniela Nicolò, in "Il teatro nascosto", atti del convegno walkie-Talkie. a cura di Teatro Aperto, Il Principe Costante, Pozzuolo del Friuli 2005.
- Enrico Casagrande e Daniela Nicolò (a cura di), Io vivo nelle cose. Appunti di viaggio da "Rooms" a Pasolini, Milano, Ubulibri, 2006.
- Enrico Casagrande e Daniela Nicolò, Motus.Il Libro. 991-011, Milano, NdA Press, 2010, ISBN 978-88-89035-46-7.

## Premi
- TTV Performing Arts on screen per il video Orlando Furioso dallo spettacolo O.F. ovvero Orlando Furioso 1999
- Premio Lo Straniero per lo spettacolo O.F. ovvero Orlando Furioso 1999
- Premio Ubu per lo spettacolo O.F. ovvero Orlando Furioso 1999
- Premio Ubu al progetto "Prototipo" autogestito da Fanny & Alexander, Masque Teatro, Motus e Teatrino Clandestino a Interzona di Verona 2000
- Premio Ubu al Progetto Rooms 2002
- Sigismondo d'oro come riconoscimento ai cittadini riminesi che hanno onorato la città con la propria attività 2007
- Premio Ubu al Progetto Rooms 2010
- AQCT Award come miglior spettacolo straniero ad Alexis dalla Associazione Critici Teatrali del Quebec 2012
- Premis de la Crìtica a MDLSX come miglior spettacolo internazionale visto in Catalogna 2016
- Premio Anima | sezione teatro per MDLSX "Un riconoscimento ad una performance che, attraverso un assolo di parole e corpo, ha il merito di affrontare un discorso tanto attuale quanto ancora tabù: quello sul corpo, sull’identità di genere, e sulle gabbie concettuali dentro le quali tendiamo a categorizzare le persone." 2020
- Premio della Critica dell'Associazione Nazionale dei Critici di Teatro a Motus 2021